# Viola (Arkansas)
Viola es un pueblo ubicado en el condado de Fulton en el estado estadounidense de Arkansas. En el Censo de 2010 tenía una población de 337 habitantes y una densidad poblacional de 99,63 personas por km².

## Geografía
Viola se encuentra ubicado en las coordenadas 36°23′57″N 91°59′13″O / 36.39917, -91.98694. Según la Oficina del Censo de los Estados Unidos, Viola tiene una superficie total de 3.38 km², de la cual 3.37 km² corresponden a tierra firme y (0.23%) 0.01 km² es agua.

## Demografía
Según el censo de 2010, había 337 personas residiendo en Viola. La densidad de población era de 99,63 hab./km². De los 337 habitantes, Viola estaba compuesto por el 96.14% blancos, el 0.59% eran afroamericanos, el 0% eran amerindios, el 0% eran asiáticos, el 0% eran isleños del Pacífico, el 0% eran de otras razas y el 3.26% pertenecían a dos o más razas. Del total de la población el 0.3% eran hispanos o latinos de cualquier raza.